# Park Hye-won
Park Hye-won (kor. 박혜원; ur. 15 sierpnia 1983) – południowokoreańska łyżwiarka szybka specjalizująca się w short tracku, mistrzyni olimpijska, medalistka mistrzostw świata.
W 2002 roku uczestniczyła w igrzyskach olimpijskich w Salt Lake City. Wystartowała w jednej konkurencji – w biegu sztafetowym zdobyła złoty medal olimpijski (wraz z nią w sztafecie pobiegły Choi Eun-kyung, Choi Min-kyung i Joo Min-jin). W konkurencji tej Koreanki dwukrotnie poprawiły rekord olimpijski, a w finale ustanowiły rekord świata wynikiem 4:12,793. 
W latach 2000–2002 zdobyła trzy medale mistrzostw świata w sztafecie (złoty i dwa srebrne), w latach 2000–2002 trzy medale drużynowych mistrzostw świata (jeden złoty i dwa srebrne), a w 2003 roku złoty medal w sztafecie podczas zimowej uniwersjady. 24 razy zajęła miejsca na podium zawodów Pucharu Świata w sezonach 1998/1999–2001/2002 – pięciokrotnie zwyciężyła (w tym raz w sztafecie), dziesięć razy była druga (w tym trzykrotnie w sztafecie) i dziewięć razy trzecia (w tym raz w sztafecie).